# Reinhard Hauff
Reinhard Hauff (nascut el 23 de maig de 1939) és un director de cinema alemany. Les seves obres, que es van realitzar majoritàriament a finals dels anys seixanta i principis dels noranta, són conegudes pel seu comentari social i polític. Stammheim, que es basa en les activitats de la Fracció de l'Exèrcit Roig (comunament anomenada Banda Baader-Meinhof) va guanyar el premi Ós d'Or a la 36è Festival Internacional de Cinema de Berlín el 1986. El 1987, va ser membre del jurat del 37è Festival Internacional de Cinema de Berlín. La seva pel·lícula de 1970 Mathias Kneissl es va presentar al 7è Festival Internacional de Cinema de Moscou.

## Filmografia selecta
Director
- Die Revolte (1969, telefilm)
- Mathias Kneissl (1970, guió de Martin Sperr)
- Haus am Meer (1973, telefilm)
- Desaster (1973, telefilm)
- Die Verrohung des Franz Blum (1974)
- Zündschnüre (1974, telefilm, basat en una novel·la de Franz Josef Degenhardt)
- Paule Pauländer (1976, telefilm)
- Der Hauptdarsteller (1977)
- Messer im Kopf) (1978, guió de Peter Schneider)
- Endstation Freiheit (1980)
- Der Mann auf der Mauer (1982, basat en una història de Peter Schneider)
- Ten Days in Calcutta: A Portrait of Mrinal Sen (1984, Documental)
- Stammheim (1986, guió de Stefan Aust)
- Linie 1 (1988, versió del musical Linie 1)
- Blauäugig (1989)
- Mit den Clowns kamen die Tränen (1990, minisèrie, basat en una novel·la Johannes Mario Simmel)

Actor
- Der plötzliche Reichtum der armen Leute von Kombach (1971), com a Heinrich Geiz
- L'enigma de Gaspar Hauser (1974), com a granger
- Morgen in Alabama (1984), com a Holm